# Amphoe Ron Phibun
Amphoe Ron Phibun (thailändisch อำเภอ ร่อนพิบูลย์) ist ein Landkreis (Amphoe – Verwaltungs-Distrikt) im Süden der Provinz Nakhon Si Thammarat. Die Provinz Nakhon Si Thammarat liegt in der  Südregion von Thailand, etwa 780 km südlich von Bangkok an der Ostküste der Malaiischen Halbinsel zum Golf von Thailand.

## Geographie
Benachbarte Bezirke (von Westen im Uhrzeigersinn): die Amphoe Thung Song, Lan Saka, Phra Phrom, Chaloem Phra Kiat, Cha-uat und Chulabhorn der Provinz Nakhon Si Thammarat.

## Verkehr
- Streckennetz der SRT (State Railway of Thailand):
  - Im Amphoe Ron Phibun befindet sich an der Südlinie von Bangkok nach Su-ngai Kolok (am östlichen Grenzübergang nach Malaysia) die „Khao Chum Thong Jn.“ (Khao Chum Thong Junction, Khao Chum Thong Abzweigung). Die selten befahrene Seitenstrecke, die bei Khao Chum Thong abzweigt, führt bis in die Innenstadt von Nakhon Si Thammarat.

## Sehenswürdigkeiten
Im Amphoe Ron Phibun liegt ein Nationalpark:
- Nationalpark Namtok Yong (Thai: อุทยานแห่งชาติน้ำตกโยง) mit etwa zwölf Wasserfällen und spektakulären Aussichtspunkten, wie zum Beispiel der 1350 Meter hohe Yod Khao Men (ยอดเขาเหมน)

## Verwaltung

### Provinzverwaltung
Amphoe Ron Phibun ist in sechs Gemeinden (Tambon) eingeteilt, welche wiederum in 61 Dörfer (Muban) unterteilt sind.
| \| Nr. \| Name \| Thai \| Muban \| Einw.[1] \| \| --- \| ----------- \| ------- \| ----- \| -------- \| \| 1. \| Ron Phibun \| ร่อนพิบูลย์ \| 16 \| 26.197 \| \| 2. \| Hin Tok \| หินตก \| 12 \| 18.842 \| \| 3. \| Sao Thong \| เสาธง \| 8 \| 10.961 \| \| 4. \| Khuan Koei \| ควนเกย \| 10 \| 4.416 \| \| 5. \| Khuan Phang \| ควนพัง \| 8 \| 12.569 \| \| 6. \| Khuan Chum \| ควนชุม \| 7 \| 8.345 \| |             |         |       |        |
| Nr. | Name        | Thai    | Muban | Einw.  |
| 1. | Ron Phibun  | ร่อนพิบูลย์ | 16    | 26.197 |
| 2. | Hin Tok     | หินตก    | 12    | 18.842 |
| 3. | Sao Thong   | เสาธง   | 8     | 10.961 |
| 4. | Khuan Koei  | ควนเกย  | 10    | 4.416  |
| 5. | Khuan Phang | ควนพัง   | 8     | 12.569 |
| 6. | Khuan Chum  | ควนชุม   | 7     | 8.345  |

### Lokalverwaltung
Es gibt drei Kleinstädte (Thesaban Tambon) im Landkreis:
- Ron Phibun (เทศบาลตำบลร่อนพิปูนย์) besteht aus dem gesamten Tambon Ron Phibun,
- Hin Tok (เทศบาลตำบลหินตก) besteht aus dem gesamten Tambon Hin Tok,
- Khao Chum Thong (เทศบาลตำบลเขาชุมทอง) besteht aus dem gesamten Tambon Khuan Koei.

Außerdem gibt es fünf „Tambon-Verwaltungsorganisationen“ (TAO, องค์การบริหารส่วนตำบล) für die Tambon oder die Teile von Tambon im Landkreis, die zu keiner Stadt gehören.